# Paco (Vulkan)
Der Vulkan Paco liegt im Nordosten der philippinischen Insel Mindanao in der Provinz Surigao del Norte zwischen dem Mainit-See und Surigao City. Er ist der dortigen Bevölkerung auch unter dem Namen Manlayao bekannt. Er ist ein 524 Meter hoher Schichtvulkan. Sein Profil wird charakterisiert durch seine kegelstumpfartigen und ineinander geschachtelter Calderen. Sie haben einen Durchmesser von 2,5 und 5 Kilometer, in deren Inneren sich Lavadome aus Andesitgestein erheben. Das Grundmaterial des Vulkans ist Basalt; er grenzt an der in Nord-Süd-Richtung verlaufenden Philippinen-Verwerfung, einer geotektonischen Störungszone. Das Alter des jüngsten Gesteins wird mit 90.000 Jahren ± 40.000 Jahre angegeben.
Legenden der Bevölkerung in der Region berichten von einer Eruption, durch die die Caldera entstand. Schriftliche Aufzeichnungen über eine Eruption existieren nicht; auch fehlt eine zeitliche Bestimmung des Zeitpunktes der letzten Eruption des Pacos. Der Vulkan zeigt jedoch fumarolische Aktivität.

## Quelle
- Paco im Global Volcanism Program der Smithsonian Institution (englisch)